# 許憲

許憲

許憲（韓語：허헌，1885年6月11日—1951年8月16日），號兢人，朝鮮獨立運動家及律師，朝鮮的政治人物。他曾任朝鲜人民共和国国务总理（1945年9月6日－1946年2月）、南朝鲜劳动党中央委员会委员长、朝鮮最高人民会议首任議長（1948年9月－1951年8月）、金日成综合大学第二任總長（1949年10月－1951年）。1951年8月，他在清川江溺水，不久後去世並獲國葬。
其女兒許貞淑的丈夫崔昌益在八月宗派事件中被金日成肅清。

## 外部連結
- 허헌[永久] 
- （页面存档备份，存于） [광복 5년사 쟁점 재조명]<1부>⑦인공을 인정해야 했을까 동아일보 2004.10.03 
- 허헌선생에게 베푸신 숭고한 사랑 
- （页面存档备份，存于） 남북조선 정당, 사회단체대표자련석회의에 참가한 《신민당》당수로 활동하던 허헌선생을 반가이 만나주시는 위대한 수령 김일성동지 